# Huvudstadsregionens Stadstrafik

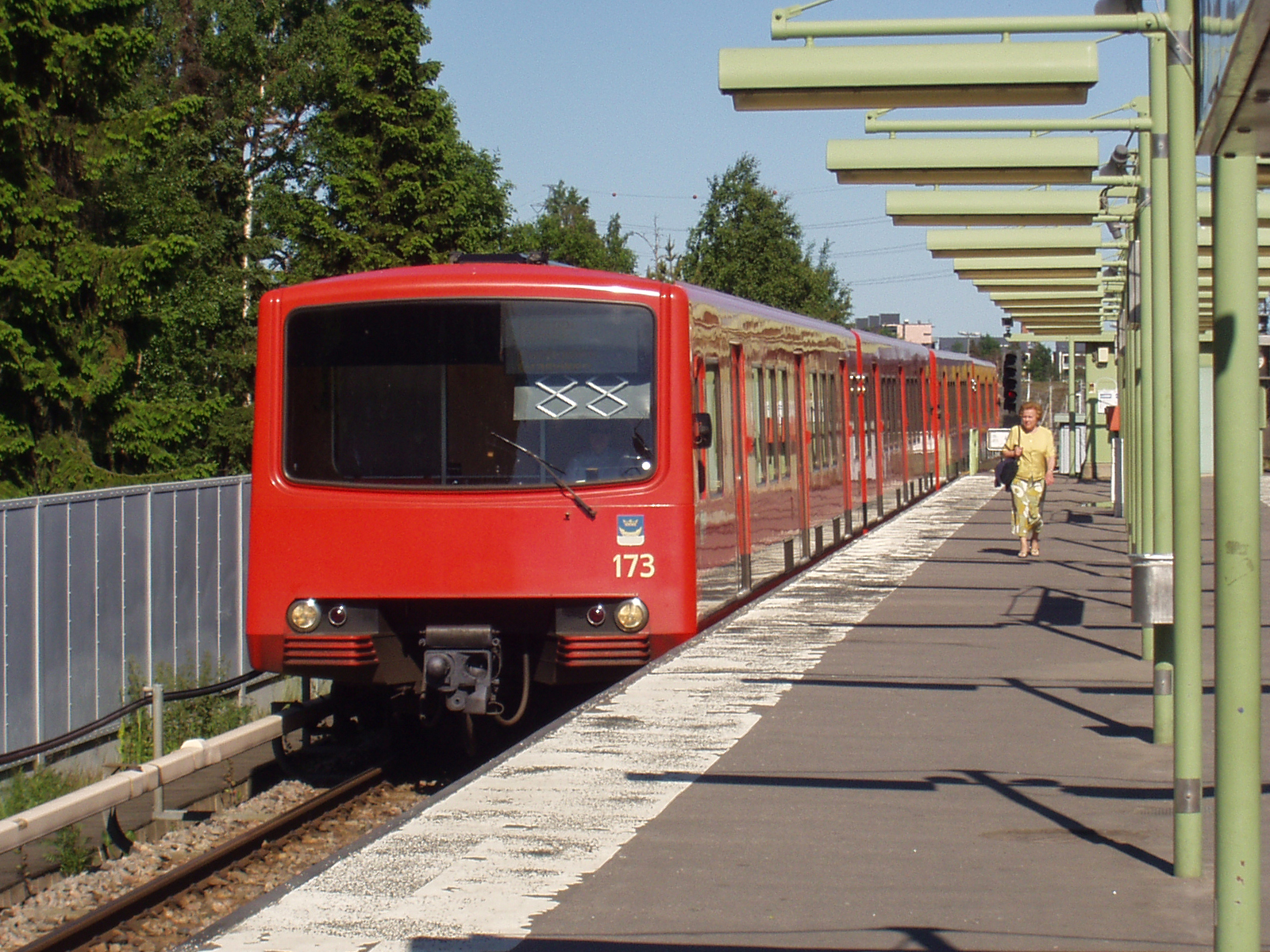
Metrotåg typ M100

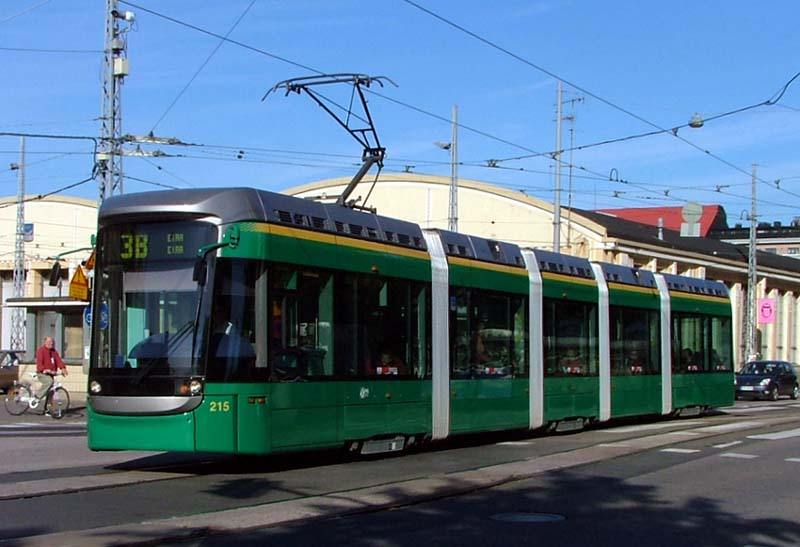
Variobahn låggolvsspårvagn

Huvudstadsregionens Stadstrafik Ab (finska: Pääkaupunkiseudun Kaupunkiliikenne Oy), med kortformerna Stadstrafik Ab / Kaupunkiliikenne Oy ombesörjer kollektivtrafik med spårvagn (Helsingfors spårvägar) , tunnelbana (Helsingfors metro) och båtar (Sveaborgs Trafik Ab) i Helsingfors med omnejd.
Företaget, som ägs av städerna Helsingfors och Vanda, tillhandahåller också stadscykeluthyrning i Helsingfors.

## Historik
Företaget bildades 1 februari 2022 genom bolagisering av det 1945 bildade Helsingfors stads trafikverk, HST.
Till Helsingfors trafikverks verksamhet hörde tidigare bussbolaget HST-busstrafik, men verksamheten såldes 2004 till Suomen Turistiauto, som också ägdes av Helsingfors stad. Bussbolaget bytte namn till Helsingfors busstrafik. Det ägdes av Helsingfors stad, men var ett aktiebolag i motsats till Helsingfors stads trafikverk, som var ett kommunalt affärsverk. Helsingfors busstrafik såldes vidare till Koiviston Auto-koncernen år 2015.

## Historiska datum
- 1888 Omnibustrafik inleds
- 1891 Hästdragen spårvagnstrafik tas i bruk
- 1900 Spårvagnstrafiken elektrifieras
- 1936 Busstrafik inleds
- 1945 Trafikverket inleder sin verksamhet
- 1949 Trolleybusstrafik inleds (avslutas 1985)
- 1980 Biljettkontrollanter anställs för första gången
- 1982 Metrotrafiken inleds
- 1999 Nya Variotram-spårvagnar tas i bruk
- 2001 Nya metrotåg, M200, tas i bruk
- 2005 HST-busstrafik går ihop med Suomen Turistiauto och blir bolaget Helsingfors busstrafik
- 2022 Affärsverket bolagiserades och blev Huvudstadsregionens Stadstrafik